# Klistermärke

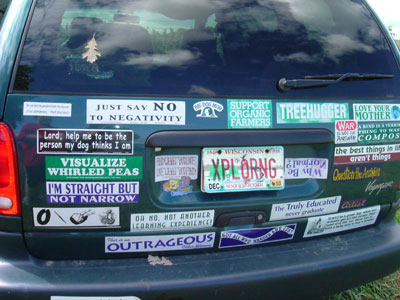
Bildekaler i stor mängd.

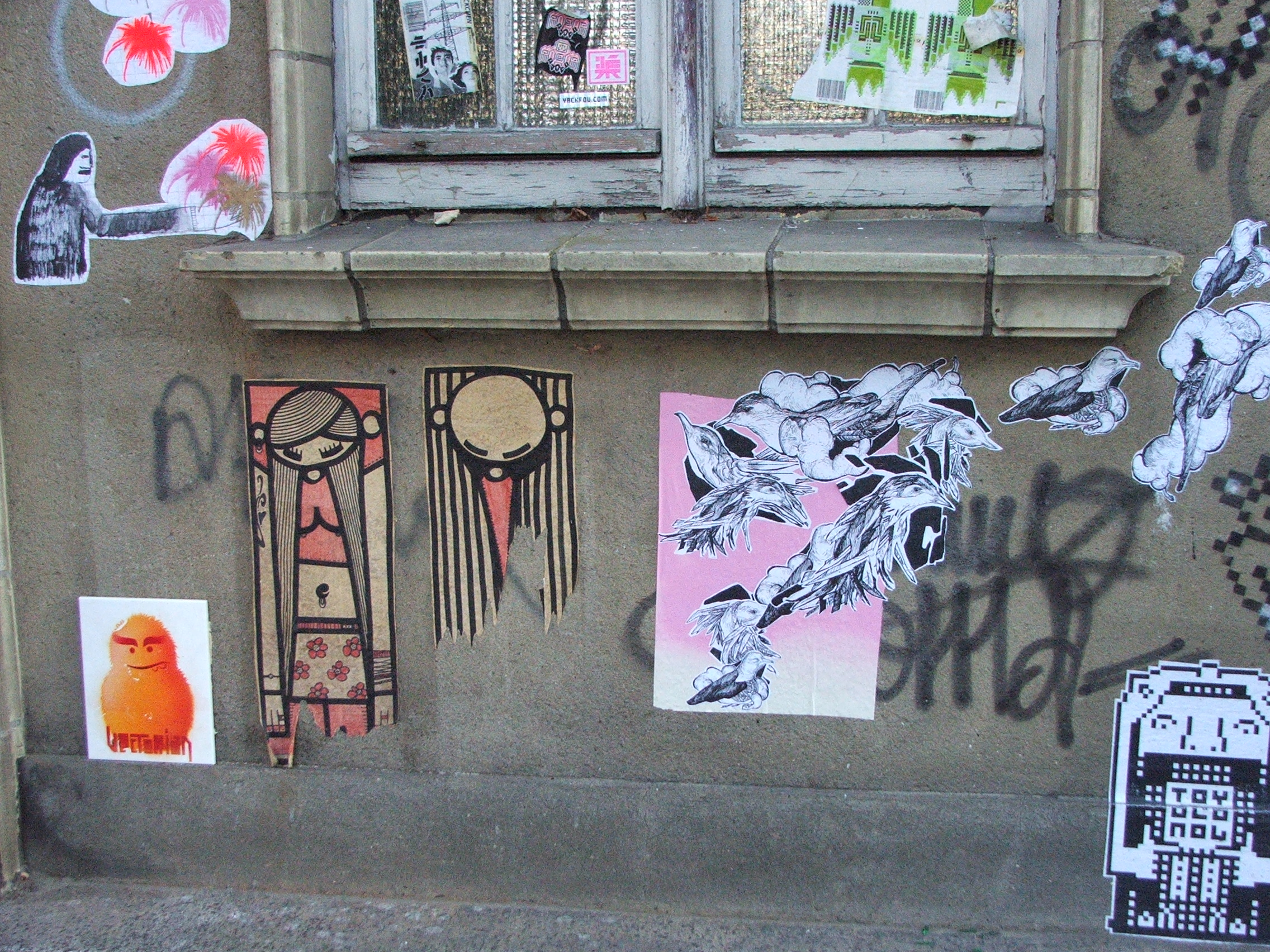
Gatukonst i form av klistermärken i Berlin.

Klistermärke (även dekalkomani, dekal eller sticker) är en bit papper eller plast med klister på baksidan. Där brukar även någon sorts skydd i form av ett vaxat papper finnas. Detta för att hindra att klistret förlorar sin fästande förmåga innan det ögonblick då klistermärket ska sättas upp och vaxpappret tas bort. Det finns även så kallade vinylstickers som har en högre kvalitet och är helt utskurna i en kvalitetsvinyl utan plast runtomkring. Plasten blir på sikt missfärgad av väder och vind.
Det går inte att exakt avgöra var och när klistermärken först kom i bruk, men förmodligen skedde detta i större skala i Kalifornien efter andra världskriget.  Avery Dennison ska ha uppfunnit den självhäftande etiketten 1935  och Andrea Grossman skall ha gjort kommersiella stickers till ett mode 1979.
På klistermärket finns vanligen en bild eller en text av något slag. Klistermärken tillverkas för flera olika syften och ändamål. 
- Informativa klistermärken är en enkel form av skyltar som används för att informera personer om något. Exempel på detta är klistermärken för att markera en nödutgång, innehåll i en förpackning, eller brandredskap.

- Klistermärken för försegling/sigill/plomber är ett klistermärke som inte går att manipulera/ta bort.

- Reklamklistermärken är klistermärken som har som syfte att föra fram ett reklambudskap, t.ex. för en vara eller ett arrangemang.

- Konstnärliga klistermärken framställs i syfte att vara estetiskt tilltalande, uppseendeväckande eller underhållande. Klistermärken inriktas ofta mot barn, och vissa sorters tuggummi innehåller klistermärken med olika motiv. En annan form av konstnärliga klistermärken är de långa och smala bakrutedekaler som är avsedda att sättas på bakrutan på en personbil. Dessa innehåller ofta ett humoristiskt textbudskap, till exempel: "Kan du läsa det här ligger du för nära."
- Familjestickers i vinyl har också blivit allt vanligare på våra vägar, både på bilar, husvagnar/husbilar och trailers/plåtisar. Vinyldekaler används för att sätta en personlig touch på fordonet och man kan skriva en kul text till omgivningen. De bidrar med gemenskap i trafiken och medför att bakomvarande trafikanter är mer försiktiga och håller avstånd. Det finns även symboler att välja på och djur om man vill visa att ens ögonsten är ombord!

Att samla på klistermärken (med det vaxade papperet kvar) är en vanlig hobby bland barn.  

## Klistermärken inom gatukonst
Konstnärliga klistermärken används även inom gatukonst, men är då även ibland utformade för att väcka tankar, känslor eller för att framföra politiska budskap. Inom gatukonsten lånar man ofta de informativa klistermärkenas formspråk för att konstmässigt parodiera eller framhäva sin poäng. Ett exempel är de klistermärken i Stockholms tunnelbana som varnar resenären för gapet mellan perrongen och tåget. En omgjord version som sattes direkt över såg snarlik ut, men perrongen var utbytt mot Rosenbad och varnade istället för gapet mellan dig och dina folkvalda.
Ibland används klistermärken även som en sorts minimala affischer genom att sättas upp på lyktstolpar och stolpar till trafiksignaler för att promota händelser eller evenemang.
Att sätta upp klistermärken utan tillstånd kan juridiskt sett betraktas som åverkan eller (ringa) olaga affischering. Anmälningsbenägenheten är dock minimal; undantaget är nazistisk propaganda.